# Fronteira Áustria–Itália
A fronteira entre Áustria e Itália é a linha que limita os territórios da Áustria e da Itália, nos Alpes Cárnicos.

## Características
Liga o ponto de tríplice fronteira da junção da fronteira Áustria-Suíça e da fronteira Itália-Suíça, ao ponto de junção da fronteira Áustria-Eslovénia com a fronteira Itália-Eslovénia. Tem a particular característica de ser integralmente terrestre. Passa pelo Monte Coglians.
As vias principais de atravessamento são a estrada europeia 45 (permite ligar, por exemplo, Bolzano a Innsbruck) e a estrada europeia 55 (liga Udine e Tarvisio a Villach).